# Luz de gas (película de 1940)
Luz de gas (en inglés Gaslight) es una película de suspenso psicológico británica de 1940, dirigida por Thorold Dickinson. Está protagonizada por Anton Walbrook, Diana Wynyard y Frank Pettingell. Su guion se basó en la obra de teatro Gas Light, escrita en 1938 por Patrick Hamilton.

## Argumento
Un desconocido mata a Alice Barlow en su casa, y luego busca unos rubíes que están ocultos, sin encontrarlos.
La casa permanece inhabitada durante muchos años, hasta que una pareja de recién casados, Paul Mallen y su esposa Bella deciden mudarse allí. Al poco tiempo, Bella comienza a notar pequeños fenómenos en la casa, como ruidos inexplicables o cambios en la iluminación, por lo que su esposo le dice que está perdiendo el juicio. Esta situación lleva a Bella a la angustia y al miedo.
B. G. Rough, un exdetective que estuvo implicado en el caso del asesinato de Alice Barlow, y que vive en las cercanías, al enterarse de la situación comienza a investigar y a sospechar de Paul Mallen, llegando a una sorprendente conclusión.

## Reparto
- Anton Walbrook como Paul Mallen
- Diana Wynyard como Bella Mallen
- Frank Pettingell como B.G. Rough
- Cathleen Cordell como Nancy
- Robert Newton como Vincent Ullswater
- Minnie Rayner como Elizabeth, la cocinera
- Jimmy Hanley como Cobb
- Marie Wright como Alice Barlow
- Aubrey Dexter como agente inmobiliario
- Mary Hinton como Lady Winterbourne
- Angus Morrison como Pianista
- Katie Johnson como la doncella de Alice Barlow

## Estreno
Gaslight se estrenó el 25 de junio de 1940 en Reino Unido. En Estados Unidos fue comercializada como Angel Street, mientras que en España se lanzó como Luz de gas.

## Recepción
En la página de reseñas Rotten Tomatoes, la película tiene un índice de aprobación del 100% basado en 7 reseñas, con una calificación promedio de 7.6/10.
Leonard Maltin le dio a la película 3 1⁄2 estrellas (de 4), comentando: «Atmósfera electrizante, actuaciones deliciosas y una sensación sucintamente transmitida de locura y maldad acechando bajo la superficie de lo ordinario».
Un crítico de Time Out escribió, «No es tan suntuosa como la versión posterior de MGM... Pero, a su manera, es una película superior con diferencia. Una amenaza acechante flota en el aire como una niebla, la atmósfera es eléctrica y Wynyard sufre de forma exquisita mientras lucha por mantener a raya la demencia».

## Nueva versión
Alentados por el éxito de la obra y la película, MGM compró los derechos, pero con una cláusula que insistía en que todas las copias existentes de la versión de Dickinson debían ser destruidas, incluso hasta el punto de intentar destruir el negativo, para que no compitiera con su nueva versión de 1944, que fue más publicitada. Sin embargo, dicha petición no fue aceptada, por lo que el material cinematográfico del proyecto británico si fue preservado.